# پل هانگرفورد و پل گلدن جوبیلی
پل هانگرفورد و پل گلدن جوبیلی (انگلیسی: Hungerford Bridge and Golden Jubilee Bridges) مجموعه‌ای از پل‌هایی روی عبور رودخانه تیمز در لندن است.
این پل که شامل چند خط راه‌آهن و مسیر پیاده‌رو میشود در سمت شمال از ایستگاه راه‌آهن چارینگ کراس شروع شده در سمت جنوب در نزدیکی ایستگاه واترلو به پایان می‌رسد.

## نگارخانه

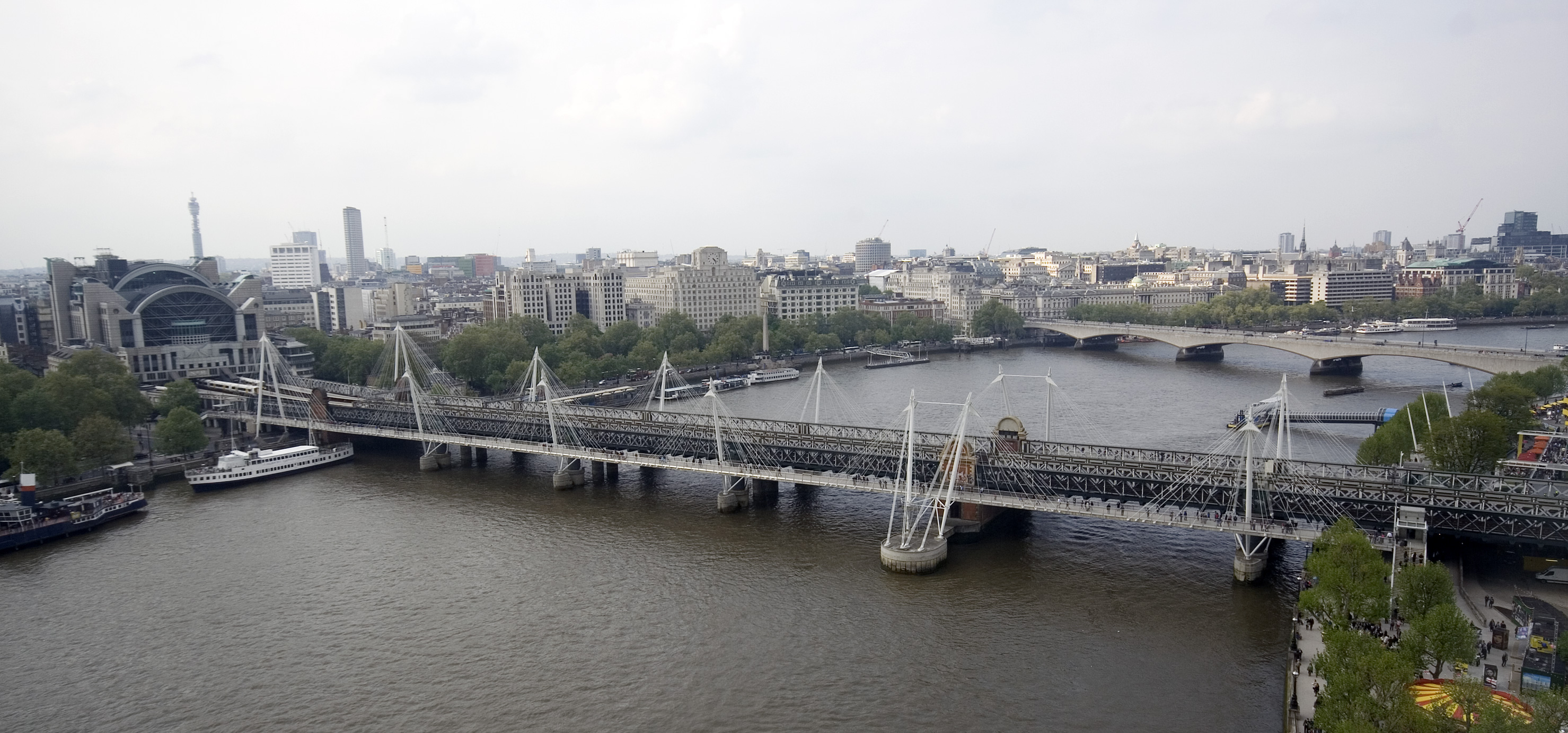
پل هانگرفورد و پل گلدن جوبیلی از بالای چشم لندن, پل واترلو در پشت‌زمینه

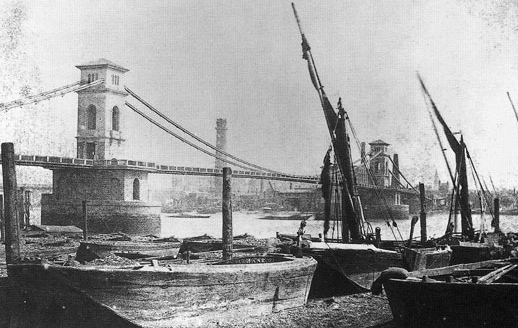
پل هانگرفورد در سال ۱۸۴۵
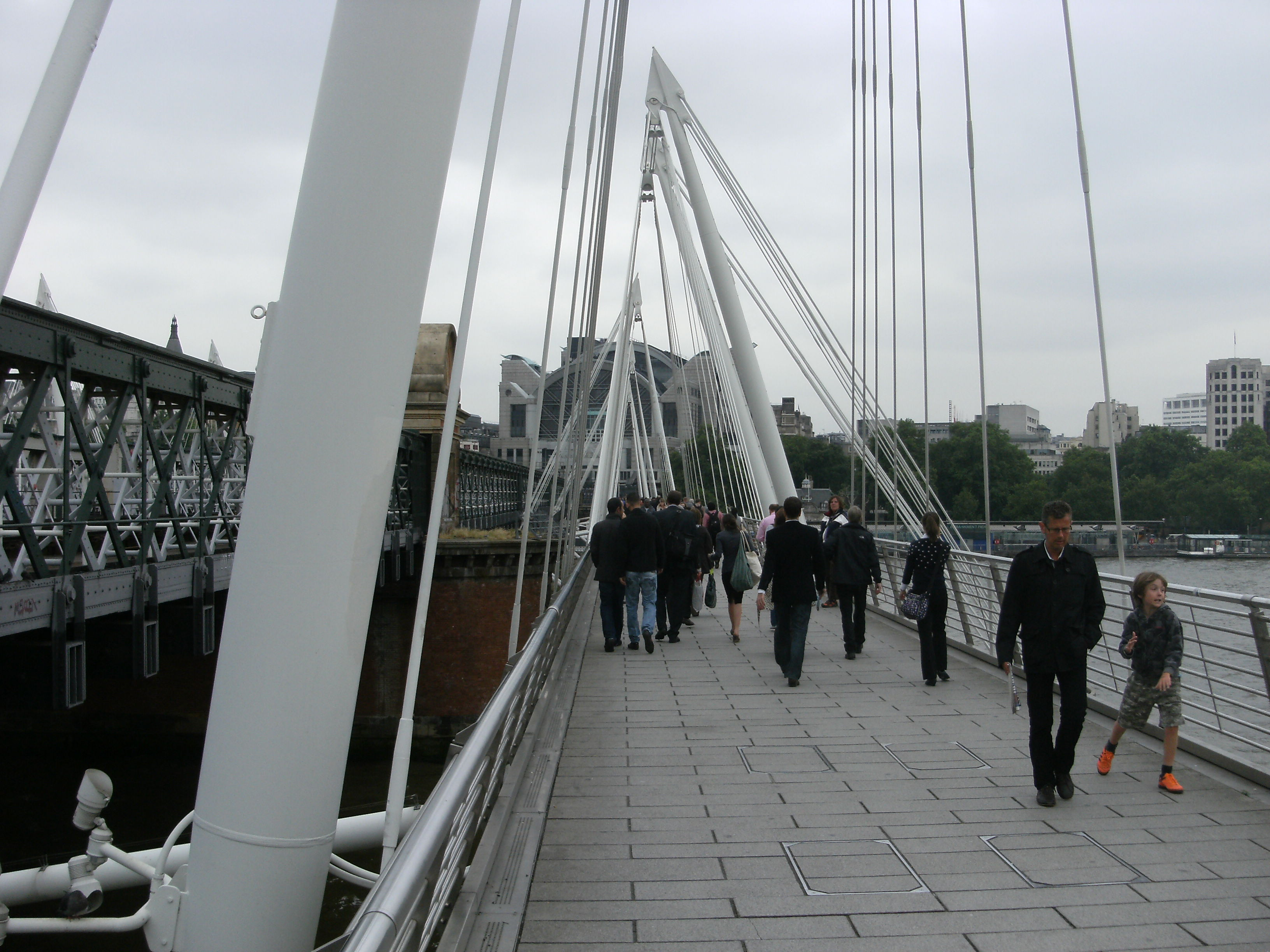
مسیر پیاده‌رو
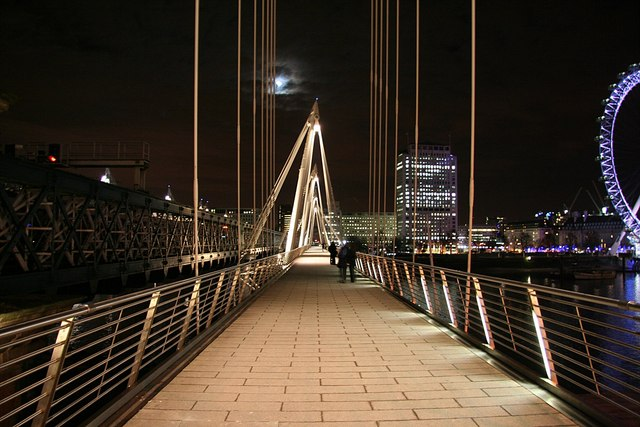
مسیر پیاده‌رو در شب
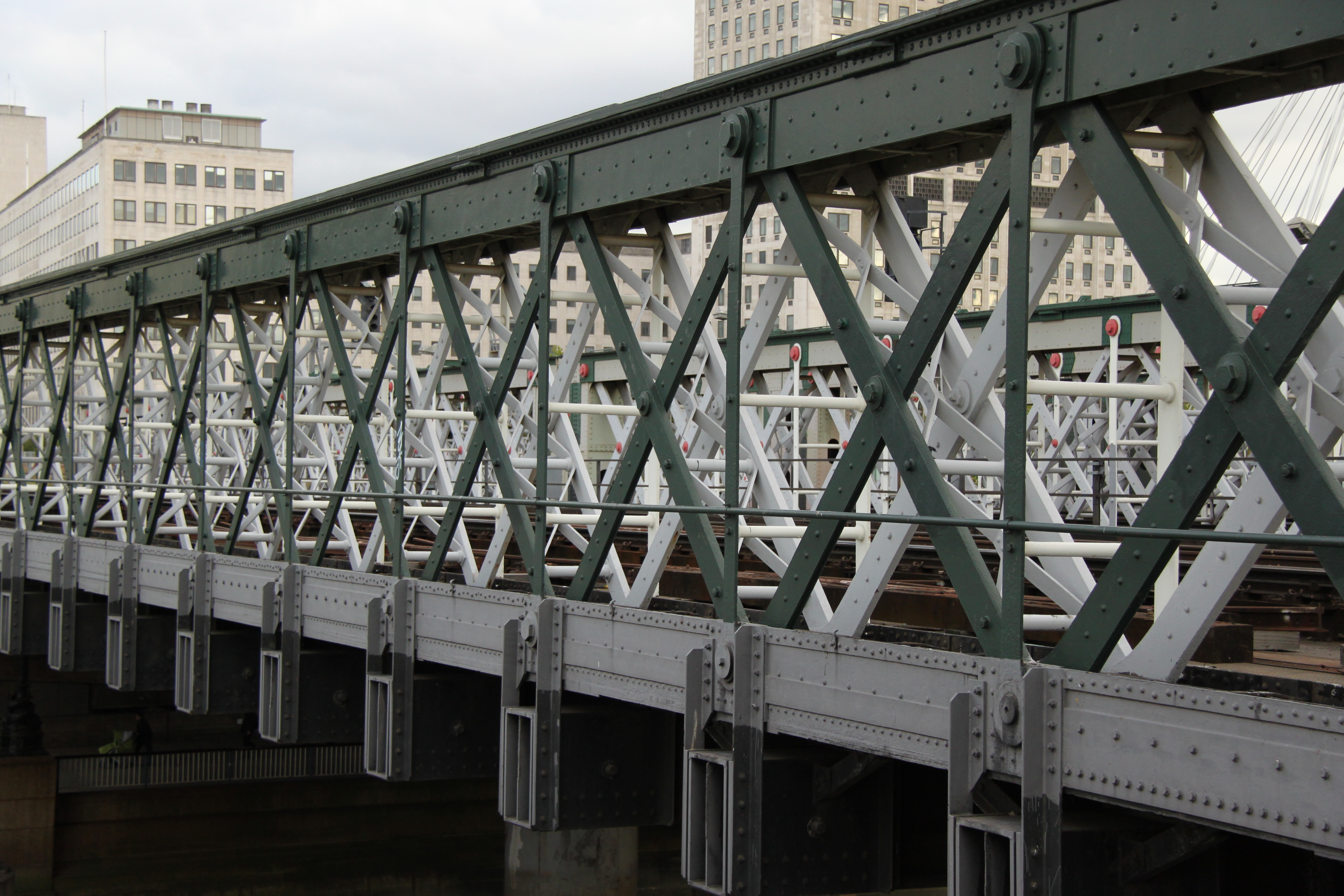
پل راه‌آهن
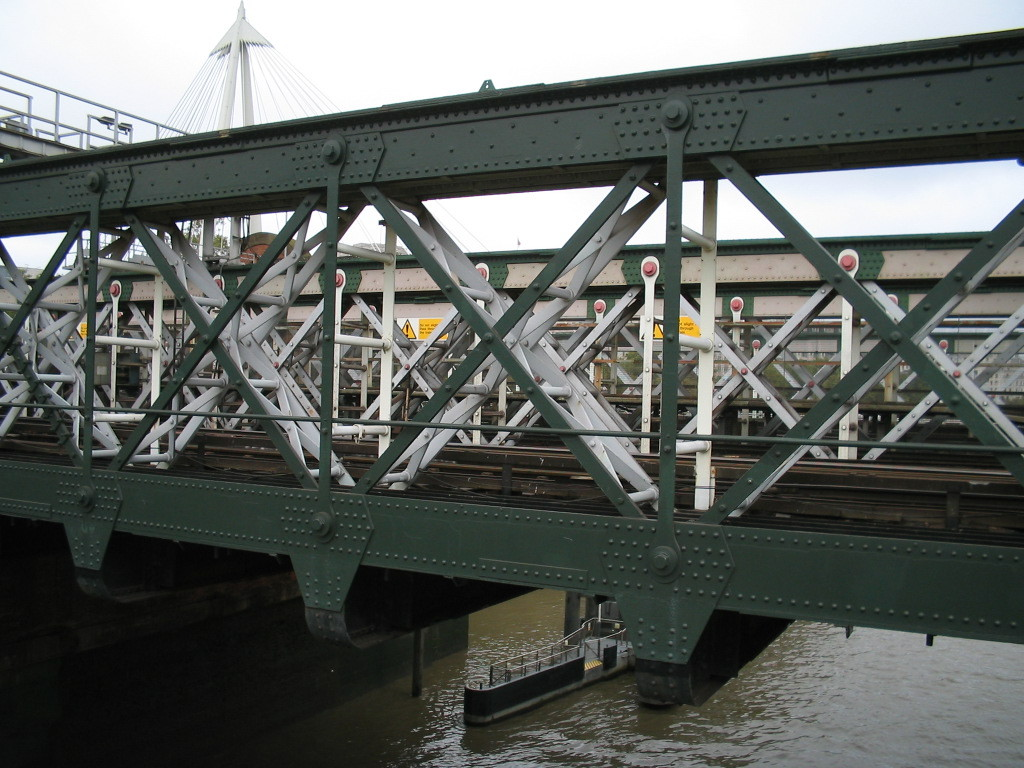
پل راه‌آهن